# Ina Bauer (łyżwiarstwo)
Ina Bauer to jeden z elementów łyżwiarskich zaliczanych do elementów łączących lub ruchów w przestrzeni wykorzystywanych przy innych elementach łyżwiarskich np. skoków. W pozycji Iny Bauer jedna noga łyżwiarza ustawiona jest w kierunku jazdy zaś druga jest równolegle odwrócona i używa do jazdy innej krawędzi łyżwy. Przednia noga jest lekko zgięta, a tylna noga jest prosta. Prekursorką elementu była niemiecka łyżwiarka figurowa Ina Bauer.
Jeśli noga prowadząca (ustawiona w kierunku jazdy) znajduje się na wewnętrznej krawędzi łyżwy to ruch jest znany jako wewnętrzna Ina Bauer (ang. inside Ina Bauer). Zaś w przypadku używania przez nogę prowadzącą krawędzi zewnętrznej element nosi nazwę zewnętrzna Ina Bauer (ang. outside Ina Bauer).
Wielu zawodników wykonując ten element łyżwiarski wygina się w tył, chociaż nie jest to wymagane. Najbardziej elastyczni łyżwiarze potrafią wygiąć górną część ciała niemalże do pozycji leżącej, dlatego tak wykonany element nosi nazwę odchylana Ina Bauer (ang. layback Ina Bauer) w nawiązaniu do nazwy piruetu odchylanego. Odchylana Ina Bauer była specjalnością mistrzyni olimpijskiej Shizuki Arakawy, która wykonała ją podczas igrzysk olimpijskich 2006.

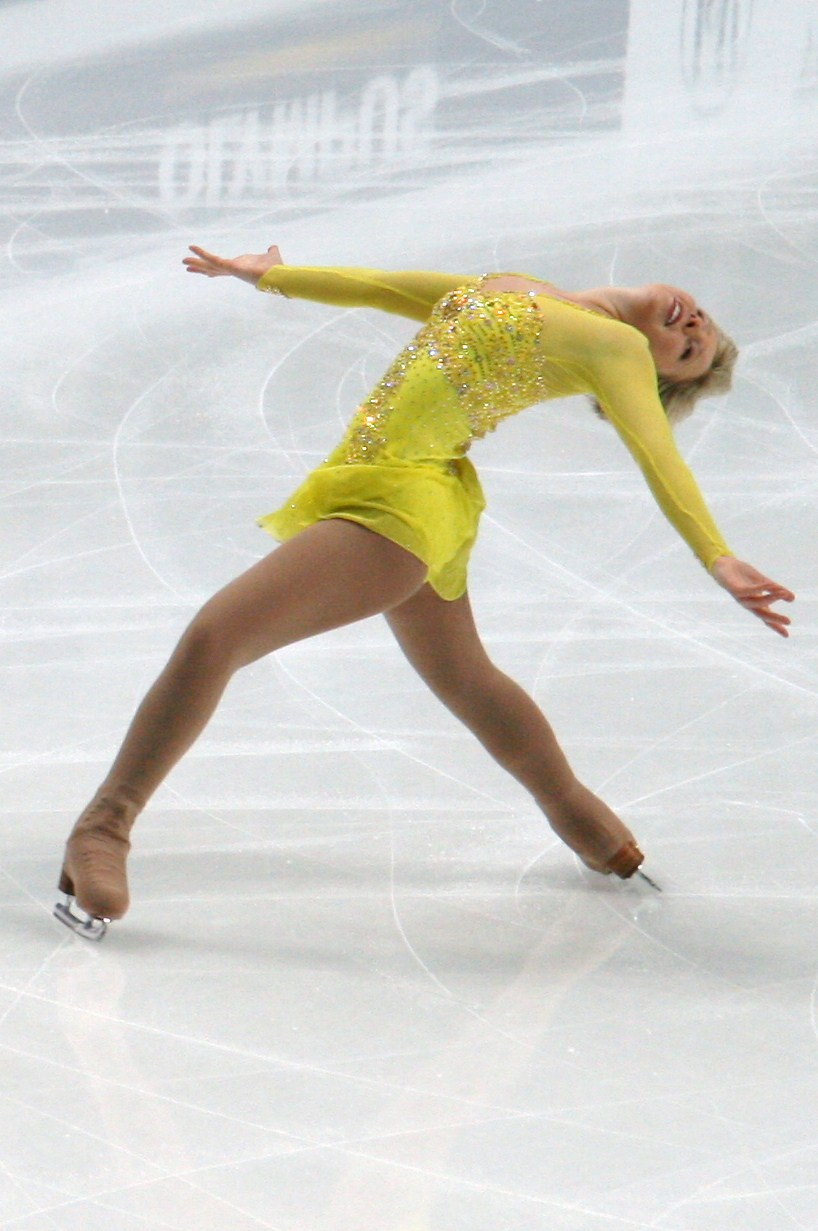
Solistki – Ina Bauer zewnętrzna w pozycji odchylanej (Rachael Flatt)
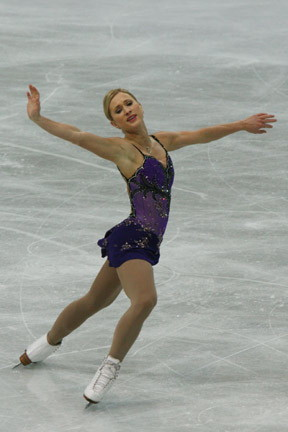
Solistki – Ina Bauer wewnętrzna (Joannie Rochette)
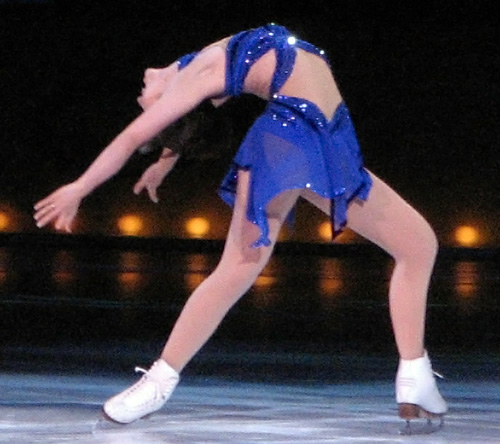
Solistki – odchylana Ina Bauer (Shizuka Arakawa)
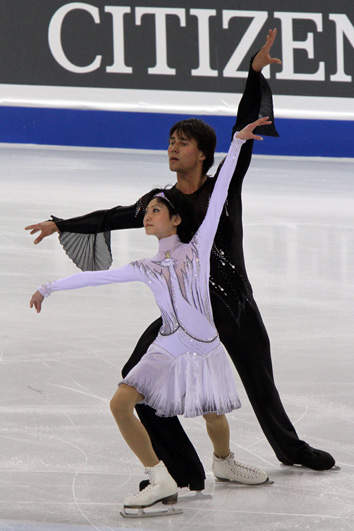
Pary sportowe – Ina Bauer zewnętrzna (Yūko Kawaguchi / Aleksandr Smirnow)
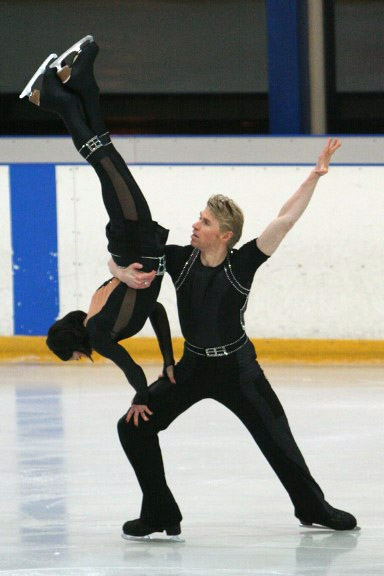
Pary taneczne – Ina Bauer zewnętrzna podczas podnoszenia (Isabelle Delobel / Olivier Schoenfelder)